# Pomnik Fryderyka Wielkiego w Bytomiu
Pomnik Fryderyka Wielkiego w Bytomiu – zniszczony pomnik konny ku czci Fryderyka II Wielkiego, który znajdował się od 1910 do 1945 roku na terenie obecnego placu generała Władysława Sikorskiego w Bytomiu.
Pomysłodawcą powstania pomnika był bytomski nadburmistrz Georg Brüning; pomnik kosztował 100 tys. marek – budowę w połowie ufundował bytomski przedsiębiorca Ignatz Hakuba, łożąc na ten cel 50 tys. marek, drugą połowę pokryły władze miasta. Hakuba od 1904 roku pragnął ufundować pomnik cesarza Wilhelma II Hohenzollerna (na ten cel miała być przeznaczona wcześniej wspomniana kwota), który miał stanąć w Bytomiu, cesarz jednak nie zgodził się na jego budowę; w takiej sytuacji kolejną propozycją Hakuby był monument upamiętniający cesarza Wilhelma I Hohenzollerna, co również nie zostało zrealizowane. Ostatecznie wybrano postać Fryderyka II Wielkiego. Rozważano lokalizację pomnika na Bulwarze (późniejszy plac Kościuszki) w Bytomiu, jednak ze względu na planowaną budowę linii tramwajowej (zob. tramwaje w Bytomiu) zrezygnowano z tej opcji. Akt erekcyjny pomnika wystawiono 29 października 1910 roku, podpisał go m.in. Georg Brüning i Ignatz Hakuba; dokument zachował się w zbiorach Muzeum Górnośląskiego w Bytomiu (sygnatura MGB/H/2155). Był umieszczony w fundamencie pomnika razem z zestawem ówczesnych obiegowych monet i ówczesnych gazet.
Nadnaturalnej wielkości pomnik konny króla Fryderyka II Wielkiego powstawał w latach 1907–1910. Koń, który posłużył rzeźbiarzowi jako model należał do cesarza Wilhelma II. Monument został odlany z brązu przez berliński zakład Hermanna Noacka w dzielnicy Friedenau. Posadowiono go na wieloprofilowym postumencie. Autorem rzeźby był niemiecki artysta Louis Tuaillon.
Pomnik został odsłonięty 26 listopada 1910 roku na ówczesnym Kaiserplatz (pol. Placu Cesarskim) z udziałem cesarza Wilhelma II. Cesarz z okazji odsłonięcia pomnika nadał Georgowi Brüningowi prawo do noszenia złotego łańcucha burmistrzowskiego, który został również ufundowany przez Ignatza Hakubę. Uroczystość odsłonięcia nastąpiła 18 dni po śmierci fundatora, który jednak miał możliwość wcześniej oglądać makietę pomnika w skali 1:1. Ignatz Hakuba podczas wydarzenia miał otrzymać honorowe obywatelstwo Bytomia. Monument stał do 1945 roku, kiedy to został zniszczony poprzez wysadzenie, bezpośrednio po wkroczeniu wojsk sowieckich do miasta. Cokół pomnika stał co najmniej do około 1960 roku, umieszczono na nim figurę Warszawskiej Syrenki, która była wykonana w technice metaloplastyki.
W zbiorach Muzeum Miejskiego w Berlinie jest przechowywana jedna z brązowych miniaturowych kopii pomnika pt. Friedrich II zu Pferde z 1912 roku.